# Tetris (film)
Tetris este un film thriller biografic din 2023 regizat de Jon S. Baird⁠(d), scris de Noah Pink⁠(d) și cu Taron Egerton, Nikita Efremov, Sofia Lebedeva, Anthony Boyle⁠(d), Toby Jones și Roger Allam⁠(d) în rolurile principale. Se bazează pe evenimente adevărate din cursa pentru licențierea și brevetarea jocului video Tetris la sfârșitul anilor 1980 în timpul Războiului Rece, cu acțiunea filmului având loc în Moscova sovietică, Seattle, Tokyo și Londra.
Henk Rogers și Alexei Pajitnov au revizuit scenariul și au venit cu sugestii.
Tetris a avut premiera la Festivalul de Film SXSW (South by Southwest) la 15 martie 2023 și a fost lansat la 31 martie 2023 de Apple TV+.

## Rezumat
În 1988, Henk Rogers de la Bullet-Proof Software⁠(d) își comercializează cel mai nou joc video la Consumer Electronics Show (CES) din Las Vegas. În timp ce se află acolo, el se îndrăgostește în schimb de jocul Tetris, creat de programatorul sovietic Alexei Pajitnov, care lucrează pentru compania ELORG, deținută de guvern, în Uniunea Sovietică. Rogers explică unui manager bancar că Robert Stein de la Andromeda Software a obținut drepturile de licență pentru Tetris la nivel mondial de la ELORG și a semnat un contract cu magnatul media Robert Maxwell⁠(d) și fiul său, CEO-ul Mirrorsoft⁠(d), Kevin Maxwell⁠(d), care le permite să distribuie Tetris în schimbul redevențelor jocului. Între timp, reprezentantul Mirrorsoft la CES a vândut lui Rogers drepturile Tetris în Japonia pentru PC, consolă și arcade.
Rogers obține o audiență cu CEO-ul Nintendo, Hiroshi Yamauchi, și îi propune un parteneriat pentru a produce Tetris pentru cartușe și mașini arcade Nintendo. La scurt timp după începerea producției, Rogers primește un telefon de la Kevin, care îi explică că drepturile pentru arcade au fost deja promise către Sega. Rogers se întoarce la Yamauchi, cerându-i în avans compensații financiare. În schimb, el este trimis la sediul Nintendo of America (NoA) din Seattle și i se arată viitorul dispozitiv portabil al Nintendo, Game Boy, care este planificat să fie lansat cu jocul Super Mario Land⁠(d). Rogers îl convinge pe președintele Minoru Arakawa⁠(d) și pe vicepreședintele senior Howard Lincoln⁠(d) să-l vândă în schimb cu Tetris preinstalat și le promite să obțină drepturile de licențiere pentru portabile.
Călătorește pentru a se întâlni cu cei doi Maxwell la Londra, care îi dezvăluie că Stein păstrează toate drepturile de licență la nivel mondial. Rogers îi oferă lui Stein 25.000 dolari americani pentru drepturile la nivel mondial pentru dispozitive portabile, lucru pe care se pare că îl acceptă. Mai târziu, totuși, Arakawa și Lincoln îl sună pe Rogers, explicându-i că Stein a promis acum drepturile pentru jocuri portabile către Atari pentru 100.000 de dolari. Kevin află despre asta și, în timp ce Stein promite că va obține drepturile, atât Kevin, cât și Rogers decid să călătorească la Moscova pentru a le obține personal.
Rogers încearcă fără succes să găsească sediul ELORG până când întâlnește o femeie pe nume Sașa, care îi propune lui Rogers să-i fie traducătoare. Ea îl duce la ELORG, avertizând că este ilegal să intre într-o instituție sovietică fără o invitație oficială (și cu viză turistică); în ciuda acestui fapt, Rogers vorbește cu președintele ELORG, Nikolai Belikov, explicându-i că dorește licență Tetris pentru Nintendo. Belikov, însă, nu a auzit niciodată de Nintendo și susține că ELORG a licențiat Tetris doar pentru PC, după care îl acuză pe Rogers că a furat licența. Rogers promite că va analiza situația, iar Belikov îi spune să se întoarcă în dimineața următoare. Pe stradă, Rogers se confruntă cu un agent KGB, care îl avertizează să se întoarcă acasă.
Kevin ajunge la Moscova și este întâmpinat de Valentin Trifonov, șeful Ministerului sovietic de Externe și membru al Comitetului Central al Partidului Comunist. A doua zi dimineață, Rogers se întâlnește cu Belikov și Pajitnov. Trifonov îl confruntă pe Rogers cu o alegere: să se întoarcă acasă sau să suporte consecințele infracțiunilor sale de folosire frauduloasă a unei vize de turist pentru a face afaceri și de utilizare de licențe false, dar Rogers refuză să plece. El îi promite lui Pajitnov că îl va face milionar, dar Alexei îi explică că nu primește redevențe pentru Tetris, deși l-a inventat, este proprietatea statului sovietic.
Rogers se apără din nou în fața lui Belikov și află că ELORG nu i-a vândut lui Stine drepturile de autor pentru mașinile arcade. În acest moment, Stein și Kevin, neștiind de prezența concurenților, se află și ei la ELORG pentru a negocia drepturile asupra unei versiuni portabile de Tetris. Rogers revizuiește contractul semnat inițial de Stine și notează că, din cauza definiției vagi a cuvântului „calculator”, Stine a obținut din punct de vedere tehnic drepturile asupra versiunii Tetris pentru consola de acasă, cu toate că a furat drepturile de autor pentru mașinile arcade. Belikov îi înmânează lui Stein un nou contract pentru drepturile asupra Tetris pentru arcade și PC. Rogers îi cere lui Pajitnov să facă împreună o plimbare până la hotel, timp în care încearcă să se împrietenească. Alexei este rece, dar în ciuda faptului că cetățenilor URSS le este interzis să primească străini acasă, îi dă lui Rogers adresa sa. Între timp, Trifonov se întâlnește cu Kevin și îi dezvăluie că el crede în moartea Uniunii Sovietice. De asemenea, el sugerează că Kevin ar trebui să-l mituiască ca să obțină drepturile de autor. Deși Kevin refuză, Robert îi promite lui Trifonov o sumă mare pe la spatele lui pentru a-l ajuta pe Kevin să obțină drepturile.
Seara, Rogers vine în vizită la Pajitnov, unde Alexei îi arată versiunea originală a lui Tetris pentru calculatorul sovietic Electronika 60⁠(d). În timp ce se joacă, Rogers îl întreabă de ce dispare doar un rând când completează mai multe rânduri în același timp, iar Alexei îi răspunde că pur și simplu nu s-a gândit la asta, după care pune imediat în aplicare ideea lui Hank. Cu toate acestea, o vecină bate la ușa lui Pajitnov și îi cere sare, iar Alexei îl duce pe Rogers într-o discotecă subterană unde activiștii vorbesc despre protestele antisovietice din Estonia și  închină paharele pentru libertate, Coca-Cola și blugii Levi’s.
Subordonații lui Trifonov îl bat pe Rogers în drum spre hotel, îi repetă să plece din URSS și îi iau blugii. Sașa, care apare imediat, îi explică că KGB-ul consideră vânzarea drepturilor asupra Tetris către țările capitaliste ca o amenințare, deoarece este posibil să se treacă de la vânzarea jocului la vânzarea țării. Ea îl sărută pe Hank în fața ferestrei, dar acesta îi spune imediat că este căsătorit și îi cere să plece. A doua zi dimineață, Trifonov îl întâlnește pe Pajitnov la ieșirea din casă cu copiii săi și îl roagă să le spună ce i s-a întâmplat tatălui său, deoarece istoria tinde să se repete.
Rogers o sună pe soția lui Akemi și îi spune să-i ceară avocatului firmei să elaboreze un nou contract cu ELORG și să-i trimită contractul ELORG cu Mirrorsoft. Stein este de acord să semneze un contract actualizat pentru drepturile Tetris pentru computere în speranța de a discuta despre drepturile pentru consolele portabile, dar Belikov merge imediat la Rogers, care, plângându-se de amenințări, promite că nu a venit pentru bani și vrea doar să arate lumii că URSS nu este ceva doar despre rachete și putere militară. El îi oferă lui Belikov 25.000 de dolari în avans pentru drepturile asupra Tetris pentru console portabile și o redevență de 25 de cenți pentru fiecare joc vândut. Pe baza unei vânzări estimate a jocului de 20 de milioane de exemplare, ELORG va primi 5 milioane de dolari drept redevențe. Agentul KGB care ascultă conversația îl avertizează imediat pe Trifonov despre acest lucru. El îl interceptează pe Belikov deja pe coridor și raportează că Uniunea Sovietică ar fi decis că Mirrorsoft va primi drepturile asupra jocului în schimbul unei enciclopedii. Belikov încă cere bani, iar Kevin este de acord că contractul va intra în vigoare dacă Mirrorsoft transferă un milion de dolari în conturile ELORG într-o săptămână. Același acord Belikov îl dă în secret lui Rogers să-l semneze, dar sunt fotografiați de KGB. În parcul ELORG, Rogers este întâmpinat de Pajitnov, care spune că tatăl său a fost privat de titlul său academic și de serviciu pentru că a semnat o petiție de eliberare a unui coleg întemnițat pentru că a vândut drepturile de a-și publica cartea în Occident, după care Alexei a decis să nu-i  repete greșelile. El îi dezvăluie lui Hank că Sașa este un agent KGB. Rogers pleacă din URSS.
Robert informează Nintendo of America (NoA) că Kevin a cumpărat drepturile asupra Tetris pentru consolele portabile. Belikov este bătut de un subordonat al lui Trifonov, dar trimite o scrisoare către faxul de acasă al lui Rogers despre anularea înțelegerii. Totodată apare o poză amenințătoare cu Sasha și Hank sărutându-se. Howard sună și vorbește despre pierderea drepturilor asupra Tetris, dar promite că îi va găsi lui Hank un alt loc de muncă. În Japonia, Akemi și fata ei Maya se întorc acasă de la concertul pe care acesta din urmă l-a susținut și îl văd pe Hank spărgând telefonul. Spune că au pierdut casa, dar Akemi îi reproșează că nu a venit la concertul fiicei sale și se ceartă.
În aceeași seară, la Moscova, Belikov vine acasă la Alexei și îl anunță că după vânzarea jocului Tetris va părăsi ELORG, întrucât nu  mai are puterea de a lucra pentru URSS, care i-a devenit un stat străin, de bandiți. El îi cere lui Alexei să-i trimită lui Rogers termenii unui acord suplimentar pentru o plată în avans de un milion de dolari către Mirrorsoft. Pentru a folosi un fax de serviciu, trebuie să pornească un incendiu la serviciu. Secretara companiei observă că a trimis acest fax.
Întors la Mirrorsoft, Kevin vede că sunt distruse documente în biroul tatălui său. Firma nu are un milion de dolari, dar Robert promite că va rezolva totul. Hank ajunge la NoA și îi informează că Mirrorsoft a renunțat la contract pentru că nu a reușit să transfere un milion de dolari către ELORG, iar drepturile de a publica Tetris pe consolele de acasă și portabile din întreaga lume sunt disponibile. Pe document este scris de Pajitnov ca Hank să vină în URSS cu superiorii Nintendo of America. Hank sosește cu aceștia în URSS, dar după ce copia scanată a pașaportului său de pe aeroportul Șeremetievo-2 este predată KGB-ului, Pajitnov este concediat și evacuat de acasă.
Sașa apare și ea la ELORG alături de Belikov pentru a-i întâlni pe cei de la NoA. Ca răspuns la o ofertă de 5 milioane de dolari și o redevență de un dolar la fiecare vânzare, ea spune că protocolul cere o zi pentru revizuirea contractului. Când Sașa îi raportează lui Trifonov propunerea celor de la NoA, acesta îl sună pe Robert în fața ei și îi cere să o blocheze; el refuză. Sașa începe să pună la îndoială motivația șefului său.
Stein ajunge la Mirrorsoft⁠(d), dezvăluind că noul său contract clarifică conceptul de „calculator” și astfel compania nu mai poate vinde versiunea de consolă Tetris. De asemenea, el se plânge că nu i s-au plătit redevențele datorate pentru tranzacție. Având în vedere acest lucru, Robert decide să zboare personal la Moscova și să ceară drepturile asupra Tetris de la însuși Mihail Gorbaciov, cu care a fost în parteneriat și a avut o prietenie pe termen lung. Acestea îl refuză, întrucât Robert nu oferă bani, iar URSS are probleme cu bugetul, iar el respinge idealurile fostelor soviete ca fiind depășite. Cei doi Maxwell vin la ELORG în persoană și, împreună cu drepturile asupra Tetris pentru dispozitive portabile, revendică drepturile asupra versiunii pentru consola de acasă.
Rogers îl întâlnește pe Alexei în Piața Roșie în timpul paradei pentru aniversarea a 70 de ani de la Revoluția din Octombrie. El îl acuză pe Hank că îl folosește pe Pajitnov în propriile sale scopuri și întrerupe relațiile cu el. Rogers decide să vină la ELORG și să semneze un nou contract. Propunerile părților nu se schimbă, iar Belikov semnează un contract cu Nintendo, din moment ce cei doi Maxwell spun că nu au banii promiși. Angajații NoA reușesc să plece chiar înainte de sosirea KGB-ului, iar Trifonov, în fața Sașei, îl întreabă pe Robert despre banii pe care i-a promis. Maxwell îi promite un pachet de 50% din câștigurile Tetris dacă returnează contractul lui Mirrorsoft. Sașa raportează acest lucru direct lui Gorbaciov.
Alexei reușește să-i smulgă pe Maxell, Arakawa și Lincoln din mâinile KGB-ului și să-i ducă la aeroport, unde Trifonov, în încercarea de a-i intercepta, pătrunde în avionul spre Tokyo chiar înainte de zbor, dar în acel moment cei trei sunt în alt avion, zburând spre Zurich. Din ordinul lui Gorbaciov, Sașa îl arestează pe Trifonov în aeroport. Acesta strigă că sfârșitul URSS este inevitabil.
Acasă, Rogers pregătește o scenă improvizată pentru fiica sa Maya și îi cere să-i cânte o melodie din concert. El îi arată lui Akemi un cec de 5 milioane de dolari și se împacă.
În final, sunt arătate imagini TV cu proteste în URSS, știri despre vânzările foarte bune ale dispozitivului Game Boy, căderea Cortinei de Fier și demisia lui Gorbaciov. Hank îi trimite lui Alexei un Game Boy și bilete de avion spre San Francisco, unde se întâlnesc ca prieteni. Înainte de genericul final, sunt prezentate fotografii cu personajele reale și texte despre soarta lor după 1991.

## Distribuție
- Taron Egerton – Henk Rogers
- Nikita Efremov – Alexei Pajitnov
- Sofia Lebedeva – Sasha
- Anthony Boyle⁠(d) – Kevin Maxwell⁠(d)
- Ben Miles⁠(d) – Howard Lincoln⁠(d)
- Ken Yamamura⁠(d) – Minoru Arakawa⁠(d)
- Igor Grabuzov – Valentin Trifonov
- Oleg Shtefanko⁠(d) – Nikolai Belikov
- Ayane Nagabuchi – Akemi Rogers
- Rick Yune⁠(d) – Bank Manager
- Roger Allam⁠(d) – Robert Maxwell⁠(d)
- Toby Jones – Robert Stein
- Togo Igawa⁠(d) – Hiroshi Yamauchi
- Matthew Marsh⁠(d) – Mihail Gorbaciov
- Ieva Andrejevaite – Nina Pajitnov
- Kanon Narumi – Maya Rogers

## Producție
În iulie 2020, s-a dezvăluit că va fi produs un film biografic despre realizarea jocului video Tetris, care va detalia bătăliile legale care au avut loc în timpul Războiului Rece cu privire la proprietatea jocului, cu Jon S. Baird⁠(d) ca regizor și Taron Egerton distribuit ca editorul de jocuri Henk Rogers. Egerton a confirmat acest lucru într-un interviu din august 2020, explicând că filmul va avea un ton similar celui din Rețeaua de socializare. În noiembrie 2020, Apple TV+ a achiziționat filmul.
Filmările au început la Glasgow în decembrie 2020, inclusiv pe aeroportul Glasgow Prestwick de pe coasta Ayrshire. În februarie 2021, filmările au avut loc în Aberdeen în diverse locuri, inclusiv Clădirea de Zoologie a Universității din Aberdeen, care a fost folosită ca sediu al firmei sovietice ELORG și Curtea Seamount, care a fost folosită pentru mai multe scene. Filmările au avut loc timp de 7 zile în și în jurul fostei baze militare (RAF) de la Balado din Perth & Kinross; în special scenele interne pentru un fundal cvasimilitar care să redea atmosfera sovietică. Producția a continuat apoi la Glasgow pentru câteva zile, înainte de a se încheia la începutul lunii martie 2021. Refilmările au avut loc în 2022, iar lansarea filmului a fost planificată mai târziu în cursul anului.

## Muzică
| Nr.             | Titlu                                                                                | Artist(s)                                | Lungime |  |
| 1.              | „Benevolence”                                                                        | Aaron Hibell                             | 2:30    |  |
| 2.              | „Opportunities (Let's Make Lots of Money)⁠(d)” (full length 7'' mix; 2001 Remaster⁠(d) | Pet Shop Boys                            | 4:36    |  |
| 3.              | „The Final Countdown”                                                                | Europe                                   | 5:07    |  |
| 4.              | „Holding Out for a Hero⁠(d)” (japoneză)                                               | ja⁠(ReN)[traduceți]                       | 4:08    |  |
| 5.              | „Hold On Tight”                                                                      | Aespa                                    | 2:29    |  |
| 6.              | „Heart of Glass⁠(d)” (rusă)                                                           | Polina⁠(d)                                | 4:14    |  |
| 7.              | „Tetris Theme Reworked⁠(d)”                                                           | Metrophonic                              | 1:31    |  |
| 8.              | „Two Tribes”                                                                         | Lorne Balfe ⁠( d ) Kevin Blumenfeld ⁠( d ) | 1:35    |  |
| 9.              | „Puzzle Piece”                                                                       | Balfe                                    | 5:22    |  |
| 10.             | „Fall Into Place”                                                                    | Balfe                                    | 6:20    |  |
| 11.             | „Stacking Squares”                                                                   | Lorne Balfe                              | 4:25    |  |
| 12.             | „Schneidig Op Vor 79”                                                                | Admiralty Band of Russia                 | 2:02    |  |
| 13.             | „Farewell Slavianka”                                                                 | Red Army Choir⁠(d)                        | 2:36    |  |
| 14.             | „Holding Out for a Hero” (rusă)                                                      | Polina                                   | 3:48    |  |
| 15.             | „Heart of Glass”                                                                     | Polina                                   | 4:14    |  |
| Lungime totală: | Lungime totală:                                                                      | Lungime totală:                          | 55:06   |  |

## Lansare
Filmul a avut premiera la Festivalul de Film SXSW la 15 martie 2023.  A avut premiera pe Apple TV+ la 31 martie 2023.  Potrivit unui grup de cercetare Samba TV⁠(d), din 3,1 milioane de gospodării de televiziune smart  care s-au conectat timp de cel puțin un minut, Tetris a atras 88.000 de telespectatori în primele două zile.

## Recepție
Pe site-ul web al agregatorului de recenzii Rotten Tomatoes, 82% din recenziile celor 175 de critici sunt pozitive, cu un rating mediu de 6,7/10. Consensul site-ului web spune: „Deși nu este nici pe departe la fel de captivant sau de rapid ca jocul, Tetris oferă o relatare distractivă și fluidă a poveștii din spatele unui clasic pe 8 biți.” Metacritic a atribuit  filmului un scor de 61 din 100, bazat pe 36 de critici, indicând „recenzii favorabile în general”.

## Acuratețe istorică
Într-un interviu înainte de lansarea filmului, Henk Rogers a spus că atât el, cât și Alexei Pajitnov au revizuit scenariul și au făcut sugestii. Cu toate acestea, Rogers a remarcat: „Este un scenariu de la Hollywood, un film. Nu este vorba despre istorie, așa că multe [din ceea ce este în film] nu s-au întâmplat niciodată”. Au fost evenimente în film care au avut loc în viața reală. De exemplu, Rogers confirmă că a convins Nintendo să includă Tetris la lansarea Game Boy în locul jocului Super Mario Land. Rogers a subliniat că producătorii au vrut să „surprindă întunericul și chinuirile” pe care le simțea încercând să obțină drepturile asupra Tetris în Rusia sovietică de atunci. El a continuat: „Au încercat tot posibilul să accepte schimbările noastre pentru a păstra autenticitatea. Dar când au început să adauge [înflorituri creative precum] urmărirea cu mașini și toate astea, a fost de genul „OK, acum fac ei ce vor...” Nu am putut schimba nimic.”
Justin Chang⁠(d) de la Los Angeles Times a criticat distribuția lui Egerton, un actor galez de origine engleză, în rolul lui Rogers, care este parțial de origine indoneziană, considerând-o o albire, în contextul în care „specificul cultural nu este deloc irelevant”.